# International XT
International Extreme Truck Series (часто позначається абревіатурою XT) — модельний ряд пікапів, вироблених компанією Navistar International з 2004 по 2008 рік. Вантажівки XT були першим транспортним засобом, який International продала споживачам після припинення виробництва Scout у 1980 році. Повернення International до виробництва пікапів після припинення виробництва пікапів 100-ї серії в 1975 році. Два автомобілі базувалися на серії вантажівок середньої вантажопідйомності International, а інший був похідним від військового тактичного автомобіля, виробленого Navistar.
У відповідь на продажі, нижчі за очікувані, Navistar припинила виробництво серії XT у 2008 році. Під час виробництва International виробляв вантажівки XT у Гарленді, Техас, і Спрінгфілді, Огайо.

## Двигуни
- 7.6 L DT466 І6
- 6.0 L VT365 V8